# Badagabylu, Narasimharajapura
Badagabylu là một làng thuộc tehsil Narasimharajapura, huyện Chikmagalur, bang Karnataka, Ấn Độ.